# Niklaus Pfyffer
Niklaus Pfyffer von Altishofen (* 4. August 1836 in Luzern; † 22. Mai 1908 ebenda) war ein Schweizer Landschaftsmaler und Radierer.

## Leben

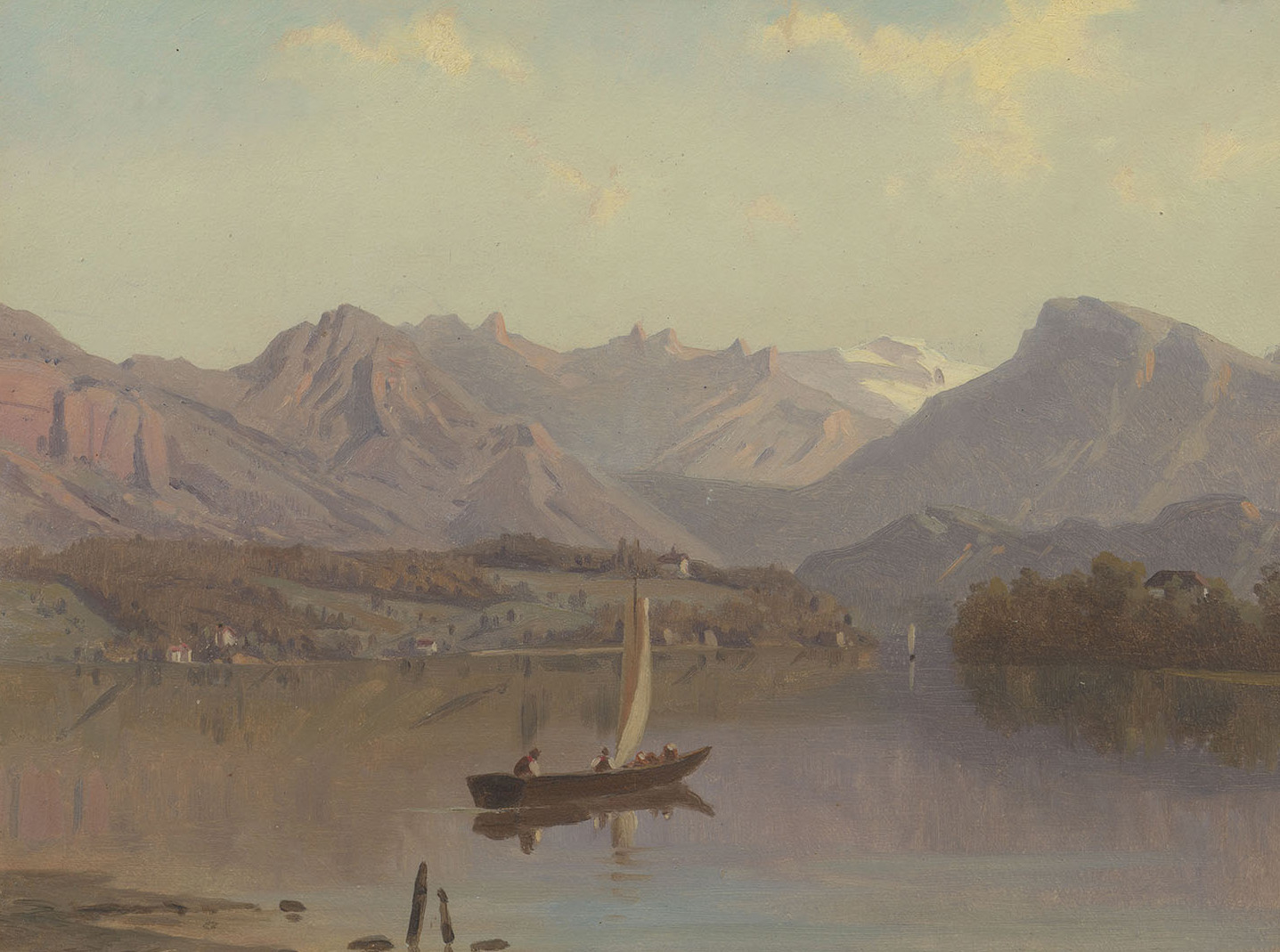
Vitzenauerstock from Seelisbergerbuten, 1868

Pfyffer, Spross des Luzerner Patriziergeschlechts Pfyffer von Altishofen, war Sohn von Niklaus Leonz Joseph Johann Pfyffer (* 1811) und von dessen Ehefrau Anna Maria Rosa, geborene Knörr (* 1816). In seinem Berufswunsch, Maler zu werden, wurde er von seinem Vater, der Mitglied im Vorstand der Kunstgesellschaft Luzern und in der Freizeit als Maler tätig war, unterstützt. Nach dem Abschluss der Realschule (1855) nahm er ersten Zeichen- und Malunterricht bei dem Innerschweizer Alpenmaler Jakob Josef Zelger (1812–1885). Dieser vermittelte ihn 1856 nach Genf zu Alexandre Calame, wo er hauptsächlich Kopien nach Gemälden und Studien fertigte. In den Jahren 1859 bis 1862 besuchte Pfyffer die Klasse für Landschaftsmalerei unter der Leitung des Direktors Johann Wilhelm Schirmer an der Großherzoglich Badischen Kunstschule Karlsruhe. 1862/1863 hielt sich Pfyffer zusammen mit Jost Muheim in Düsseldorf auf, wo er – möglicherweise durch Privatunterricht bei Julius Rollmann – sich mit der Landschaftsmalerei der Düsseldorfer Schule weiter vertraut machte. 1863 kehrte er in seine Geburtsstadt zurück und richtete ein Atelier ein.
Dort schuf er bevorzugt Gemälde mit Ansichten des Vierwaldstättersees, die in warmen Tönen gehalten und sparsam mit Figuren staffiert sind. Dieses Sujet erfreute sich im aufkommenden Alpinismus und Tourismus der Schweiz als Souvenir grosser Beliebtheit. Zu den Touristen, die Pfyffers Kunden wurden, gehörte auch die britische Monarchin Victoria, die mit ihrer Entourage im Spätsommer 1868 eine Reise in die Schweiz unternahm und in dieser Zeit in der Pension Wallis auf dem Gütsch in Luzern logierte. Ein Jahr nach ihrem Besuch liess sie Pfyffer beauftragen, die Aussicht, die sie vom Gütsch über den See bis hin zur Rigi und den anderen Gebirgen der Zentralschweiz genossen hatte, in Öl festzuhalten. Als die Königin ihn 1874 nach Edinburgh einlud, damit er das Edinburgh Castle in seiner Umgebung male, konnte er diesem Wunsch wegen einer Typhuserkrankung nicht folgen. Den Kontakt zu ihr erneuerte er, als er 1885 in ihrem Auftrag sieben Ansichten der Gegend von Aix-les-Bains schuf, wo die Königin in einem Frühjahrsurlaub Station machte.
1871 zog Pfyffer für sieben Jahre nach München. Dort pflegte er insbesondere freundschaftliche Kontakte zu seinen Landsleuten Konrad Grob, Otto Frölicher und Adolf Stäbli. In die Münchner Zeit fällt auch seine Heirat mit Theresia Göldlin von Tiefenau, die sieben Kinder gebar. Von 1878 bis 1884 wohnte Pfyffer mit seiner Familie in Basel, wo er neben seiner Tätigkeit als Maler als privater Kunstlehrer wirkte. 1885 zog Pfyffer in das im Familienbesitz befindliche Schloss Buttisholz in Buttisholz. Bis zu seinem Tod führte er dort ein zurückgezogenes Leben.
Pfyffer nahm an etlichen Ausstellungen des In- und Auslandes teil, etwa an der Internationalen Kunstausstellung in London (1873), am Pariser Salon (1882) und an der Ersten Nationalen Kunstausstellung der Schweiz (1890). 1891 gab er den Lichtdruck-Bildband Die Burgen des Basler- und Solothurner-Jura heraus.

## Werk (Auswahl)

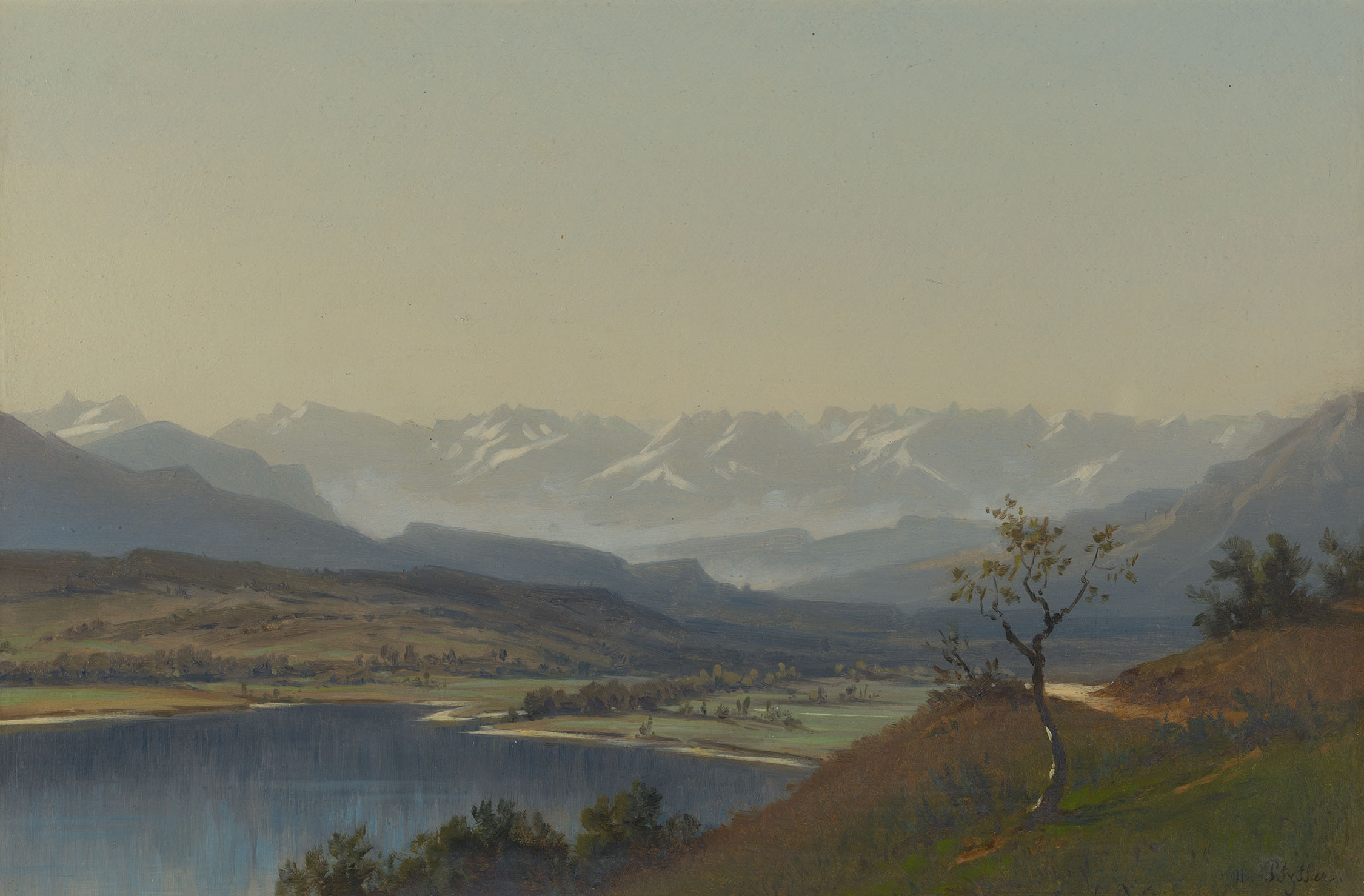
On the Hill above Bourget, Looking towards the Dauphine Alps, April 1885

- Vitzenauerstock from Seelisbergerbuten, 1868, Royal Collection, ab 1873 als Ausstattung von Osborne House verbucht[2]
- Ansicht des Vierwaldstättersees (View of Lake Lucerne), 1868/1869, Royal Collection, ab 1872 als Ausstattung von Windsor Castle verbucht[3]
- Ansicht des Pilatus von Meggen (The Pilatus from Meggen), 1869, Royal Collection[4]
- Ansicht von Maison Mottet (View from Maison Mottet), 1885, Royal Collection, Balmoral Castle[5]